# Relais 4 x 100 mètres 4 nages féminin aux Jeux olympiques d'été de 2020
Navigation
Rio 2016 Paris 2024
Le relais 4 x 100 m 4 nages femmes est une épreuve des Jeux olympiques d'été de 2020 qui a eu lieu les 30 juillet et 1er août 2021 au Centre aquatique olympique de Tokyo.

## Records
Avant cette compétition, les records dans cette discipline étaient :
| Record du monde  | 3:50.40 | États-Unis Regan Smith (57.57) Lilly King (1:04.81) Kelsi Worrell (56.16) Simone Manuel (51.86)       | 28 juillet 2019 | Gwangju, Corée du Sud |
| Record olympique | 3:52.05 | États-Unis Missy Franklin (58.50) Rebecca Soni (1:04.82) Dana Vollmer (55.48) Allison Schmitt (53.25) | 4 août 2012     | Londres, Royaume-Uni  |

Le record suivant a été établi pendant la compétition :
| Date     | Tour   | Noms                                                                                      | Nationalité | Temps   | Record |
| -------- | ------ | ----------------------------------------------------------------------------------------- | ----------- | ------- | ------ |
| 1er août | Finale | Kaylee McKeown (58.01) Chelsea Hodges (1:05.57) Emma McKeon (55.91) Cate Campbell (52.11) | Australie   | 3:51.60 | OR     |

## Programme
L'épreuve de relais 4 x 100 m 4 nages se déroule sur deux jours selon le programme suivant :
Tous les horaires correspondent à l'UTC+9
| Date                     | Horaire | Manche |
| ------------------------ | ------- | ------ |
| Vendredi 30 juillet 2021 | 20 h 57 | Séries |
| Dimanche 1er août 2021   | 11 h 15 | Finale |

## Médaillés
| Or | Argent | Bronze                                                                                      |
| Australie Kaylee McKeown Chelsea Hodges Emma McKeon Cate Campbell Mollie O'Callaghan Emily Seebohm Brianna Throssell | États-Unis Regan Smith Lydia Jacoby Torri Huske Abbey Weitzeil Erika Brown Claire Curzan Lilly King Rhyan White | Canada Kylie Masse Sydney Pickrem Margaret MacNeil Penny Oleksiak Taylor Ruck Kayla Sanchez |

## Résultats

### Séries
Les huit meilleures équipes se qualifient pour les demi-finales.
| Rang | Série | Ligne | Équipe          | Nageurs | Temps   | Remarques |
| ---- | ----- | ----- | --------------- | --- | ------- | --------- |
| 1    | 2     | 5     | Canada          | Taylor Ruck (59.64) Sydney Pickrem (1:07.03) Maggie Mac Neil (55.82) Kayla Sanchez (52.68)                         | 3:55.17 | Q         |
| 2    | 2     | 4     | États-Unis      | Rhyan White (59.19) Lilly King (1:05.51) Claire Curzan (57.65) Erika Brown (52.83)                                 | 3:55.18 | Q         |
| 3    | 1     | 4     | Australie       | Emily Seebohm (59.37) Chelsea Hodges (1:06.16) Brianna Throssell (57.51) Mollie O'Callaghan (52.35)                | 3:55.39 | Q         |
| 4    | 1     | 3     | Italie          | Margherita Panziera (1:00.55) Arianna Castiglioni (1:05.26) Elena Di Liddo (56.74) Federica Pellegrini (53.24)     | 3:55.79 | Q, NR     |
| 5    | 2     | 6     | Suède           | Michelle Coleman (1:00.73) Sophie Hansson (1:05.61) Louise Hansson (56.79) Sarah Sjöström (53.10)                  | 3:56.23 | Q         |
| 6    | 1     | 2     | Japon           | Anna Konishi (59.75) Kanako Watanabe (1:06.34) Rikako Ikee (57.50) Chihiro Igarashi (53.58)                        | 3:57.17 | Q         |
| 7    | 2     | 3     | ROC             | Anastasia Fesikova (1:00.26) Yuliya Yefimova (1:06.31) Svetlana Chimrova (56.95) Maria Kameneva (53.84)            | 3:57.36 | Q         |
| 8    | 1     | 6     | Chine           | Chen Jie (1:00.62) Tang Qianting (1:05.73) Yu Yiting (57.84) Wu Qingfeng (53.51)                                   | 3:57.70 | Q         |
| 9    | 1     | 5     | Grande-Bretagne | Cassie Wild (1:01.10) Sarah Vasey (1:06.49) Harriet Jones (57.95) Freya Anderson (52.58)                           | 3:58.12 |           |
| 10   | 2     | 2     | Pays-Bas        | Kira Toussaint (58.99) Tes Schouten (1:09.98) Maaike de Waard (58.01) Femke Heemskerk (52.91)                      | 3:59.89 |           |
| 11   | 1     | 7     | Allemagne       | Laura Riedemann (1:00.45) Anna Elendt (1:06.17) Lisa Höpink (58.87) Annika Bruhn (54.67)                           | 4:00.16 |           |
| 12   | 2     | 7     | Biélorussie     | Anastasiya Shkurdai (1:00.64) Alina Zmushka (1:07.25) Anastasiya Kuliashova (57.37) Nastassia Karakouskaya (55.23) | 4:00.49 |           |
| 13   | 2     | 1     | Hong Kong       | Toto Wong (1:01.61) Jamie Yeung (1:08.69) Siobhán Haughey (57.67) Camille Cheng (54.89)                            | 4:02.86 |           |
| 14   | 1     | 1     | Afrique du Sud  | Mariella Venter (1:01.03) Tatjana Schoenmaker (1:07.41) Erin Gallagher (59.76) Aimee Canny (54.82)                 | 4:03.02 |           |
| 15   | 2     | 8     | Danemark        | Karoline Sørensen (1:02.53) Clara Rybak-Andersen (1:08.09) Emilie Beckmann (58.99) Signe Bro (54.43)               | 4:04.04 |           |
| 16   | 1     | 8     | Espagne         | África Zamorano (1:01.78) Jessica Vall (1:07.37) Mireia Belmonte (1:00.88) Lidón Muñoz (54.11)                     | 4:04.14 |           |

### Finale
L'Australie a remporté la finale du relais 4 x 100 m 4 nages en battant le record olympique.
| Rang | Ligne | Pays       | Nageurs | Temps   | Remarques |
| ---- | ----- | ---------- | --- | ------- | --------- |
| 1    | 3     | Australie  | Kaylee McKeown (58.01) Chelsea Hodges (1:05.57) Emma McKeon (55.91) Cate Campbell (52.11)                  | 3:51.60 | OR, AR    |
| 2    | 5     | États-Unis | Regan Smith (58.05) Lydia Jacoby (1:05.03) Torri Huske (56.16) Abbey Weitzeil (52.49)                      | 3:51.73 |           |
| 3    | 4     | Canada     | Kylie Masse (57.90) Sydney Pickrem (1:07.17) Maggie Mac Neil (55.27) Penny Oleksiak (52.26)                | 3:52.60 | NR        |
| 4    | 8     | Chine      | Peng Xuwei (59.63) Tang Qianting (1:06.09) Zhang Yufei (55.39) Yang Junxuan (53.02)                        | 3:54.13 |           |
| 5    | 2     | Suède      | Michelle Coleman (59.75) Sophie Hansson (1:05.67) Louise Hansson (56.12) Sarah Sjöström (52.73)            | 3:54.27 | NR        |
| 6    | 6     | Italie     | Margherita Panziera (1:00.03) Martina Carraro (1:05.88) Elena Di Liddo (56.96) Federica Pellegrini (53.81) | 3:56.68 |           |
| 7    | 1     | ROC        | Maria Kameneva (59.95) Evgeniia Chikunova (1:05.99) Svetlana Chimrova (56.70) Arina Surkova (54.29)        | 3:56.93 |           |
| 8    | 7     | Japon      | Anna Konishi (59.92) Kanako Watanabe (1:06.61) Rikako Ikee (57.92) Chihiro Igarashi (53.67)                | 3:58.12 |           |